# Bad Blood (2004)
Pour les articles homonymes, voir Bad Blood.
L'édition 2004 de Bad Blood est un événement télévisé de catch produit par la World Wrestling Entertainment (WWE). Il s'est déroulé le 13 juin 2004 à la Nationwide Arena de Columbus, dans l'Ohio. Il s'agit de la troisième et dernière édition de l'événement Bad Blood, exclusif à la division Raw et dont la particularité est de présenter un match Hell in a Cell dans le main event de la soirée.

## Contexte
Sept matches de la division Raw étaient programmés pour Bad Blood, dont 4 matches de championnat. Les matches vedettes de l'événement sont l'affrontement entre Chris Benoit et Kane pour le World Heavyweight Championship, et celui entre Randy Orton et Shelton Benjamin pour l'Intercontinental Championship. Le main event de la soirée oppose lui Triple H à Shawn Michaels dans un match Hell In A Cell où une cage entoure le ring.

### Triple H contre Shawn Michaels
Après deux défaites consécutives face à Chris Benoit et Triple H pour le World Heavyweight Championship aux deux pay-per-views précédents, Wrestlemania XX et Backlash, Shawn Michaels se voit à nouveau offrir par Eric Bischoff (le général manager de Raw) le droit d'affronter Chris Benoit pour le championnat lors de l'épisode de Raw du 3 mai 2004. Alors que l'arbitre est à terre, Triple H intervient et porte un Pedigree à Michaels, permettant à Benoit d'effectuer le tombé pour conserver son titre. La semaine suivante à Raw, Shawn Michaels est suspendu après avoir brutalement attaqué Triple H pendant son match contre Shelton Benjamin. Lors du Raw du 17 mai, Shawn Michaels intervient pendant une Battle Royal visant à déterminer le challenger au World Heavyweight Championship à Bad Blood, et élimine Triple H, offrant la victoire à Kane. La semaine suivante, le 24 mai à Raw, Eric Bischoff officialise le combat entre les deux hommes pour Bad Blood, dans un match Hell In A Cell.

### Chris Benoit contre Kane
Lors de l'épisode de Raw du 17 mai, Kane remporte une Battle Royal et devient par conséquent le challenger au World Heavyweight Championship de Chris Benoit. Deux semaines plus tard à Raw, lors d'un match contre Eugene, Kane jette l'arbitre hors du ring pour utiliser une chaise sur son adversaire. Après le match, Kane porte un Chokeslam à Eugene mais Chris Benoit vient secourir ce dernier. Le 31 mai à Raw, Chris Benoit et Edge affrontent La Résistance et Kane, qui remportent le match à la suite d'un Chokeslam de Kane sur Benoit.

### Randy Orton contre Shelton Benjamin
Lors du Raw du 17 mai, Randy Orton effectue un speech dans le ring pour se vanter de ses récentes victoires et de son règne avec le titre Intercontinental, qui est le plus long de ces sept dernières années. Shelton Benjamin l'interrompt alors et le challenge à un match pour le titre à Bad Blood, ce qu'Orton refuse avant que Benjamin ne l'attaque. La semaine suivante à Raw, Batista et Randy Orton attaquent Chris Jericho pendant son show, le Highlight Reel. Benjamin vient aider Jericho, puis un match par équipes s'ensuit entre les quatre hommes, lors duquel Benjamin effectue le tombé sur Orton pour faire gagner son équipe. Le 31 mai à Raw, Benjamin bat Orton par tombé dans un non-title match, ce qui lui permet d'obtenir une opportunité à l'Intercontinental Championship à Bad Blood.

## Déroulement du spectacle

### Matchs préliminaires
Le premier combat à prendre place dans l'arène oppose Batista à Maven. Il est enregistré pour le show Sunday Night Heat, diffusé juste avant le début de Bad Blood, et voit rapidement la victoire de Batista par tombé après une Batista Bomb,.
Le show principal commence ensuite avec le match pour les World Tag Team Championship de La Résistance, qui défendent leurs titres contre Edge et Chris Benoit. Après près de 10 minutes, alors que Benoit est prêt à faire abandonner Grenier avec le Crossface et qu'Edge a effectué un Spear sur Conway, Kane intervient dans le match et place un Big Boot sur Benoit, ce qui met fin au match. Edge et Benoit remportant la victoire par disqualification, La Résistance conserve son titre.
Le second match à avoir lieu oppose le vétéran Chris Jericho au nouvel arrivant Tyson Tomko, qui est accompagné par Trish Stratus et dispute son premier match en pay-per-view. Au bout de quelques minutes, pendant que Jericho tente de porter le Walls of Jericho sur Tomko, Trish monte sur le tablier du ring pour l'en empêcher. Jericho envoie alors son adversaire la percuter, puis porte un Running Enzuigiri pour la victoire.
Le combat suivant voit Randy Orton, accompagné de Ric Flair, défendre le WWE Intercontinental Championship contre Shelton Benjamin. À la fin du match, Ric Flair est intervenu et est entré dans le ring, se prenant plusieurs coups de Benjamin et plus particulièrement un Figure-Four Leglock. Une fois Flair hors du ring, Benjamin effectue un Diving Crossbody sur Orton, qui retourne la prise à son avantage et effectue un roll-up pour conserver son titre.
Arrive ensuite le match pour le WWE Women's Championship, que Victoria défend contre Gail Kim, Lita, et Trish Stratus (accompagnée de Tyson Tomko). Ce dernier est d'ailleurs rapidement renvoyé aux vestiaires après avoir tiré Lita par les cheveux pour arrêter un tombé sur Trish. Quelques minutes plus tard, Lita effectue un DDT sur Gail Kim, mais Trish rentre dans le ring et porte un roll-up sur Lita pour devenir la nouvelle championne. Cette victoire signe son cinquième règne avec le Women's Championship.
Le match suivant oppose Jonathan Coachman et Eugene Dinsmore. À la fin du match, Garrison Cade arrive autour du ring et distrait Eugene. Ce dernier envoie alors Coachman dans Cade pour le faire tomber. Eugene porte ensuite un Rock Bottom et un People's Elbow à son adversaire pour le compte de trois. Après le match, Eugene porte un Stunner sur Cade puis sur Coachman.
Enfin, le dernier match avant le main event de la soirée voit Chris Benoit défendre le World Heavyweight Championship contre Kane. Après une quinzaine de minutes, alors que Kane tentait une Flying Clothesline, Benoit lui attrape le bras droit et l'enferme dans le Crossface. Après que Kane se soit dégagé de la soumission, Benoit attrape son bras gauche et lui porte un roll-up pour rester champion du monde,.

### Match principal
Le main event de la soirée est le Hell In A Cell match entre Shawn Michaels et Triple H, combat qui a duré 47 minutes. Les deux hommes étaient déjà en sang à la moitié du match, et Shawn Michaels a notamment effectué un Elbow Drop sur Triple H depuis une échelle à travers une table. Ce dernier s'est ensuite dégagé d'un Sweet Chin Music. Triple H remporte par la suite la victoire après un total de 3 Pedigrees,.

## Tableau des matchs
| #                                                                         | Matchs                                                                                              | Stipulations                                           | Temps |
| ------------------------------------------------------------------------- | --------------------------------------------------------------------------------------------------- | ------------------------------------------------------ | ----- |
| Heat                                                                      | Batista bat Maven                                                                                   | Match simple                                           | 3:44  |
| 1                                                                         | Edge et Chris Benoit battent La Résistance (c) (Sylvain Grenier et Rob Conway) par disqualification | Tag team match pour le World Tag Team Championship     | 10:15 |
| 2                                                                         | Chris Jericho bat Tyson Tomko (avec Trish Stratus)                                                  | Match simple                                           | 5:57  |
| 3                                                                         | Randy Orton (c) (avec Ric Flair) bat Shelton Benjamin                                               | Match simple pour le WWE Intercontinental Championship | 15:02 |
| 4                                                                         | Trish Stratus (avec Tyson Tomko) bat Victoria (c), Gail Kim et Lita                                 | Fatal-Four-Way Match pour le WWE Women's Championship  | 4:43  |
| 5                                                                         | Eugene Dinsmore bat Jonathan Coachman (avec Garrison Cade)                                          | Match simple                                           | 7:37  |
| 6                                                                         | Chris Benoit (c) bat Kane                                                                           | Match simple pour le World Heavyweight Championship    | 17:49 |
| 7                                                                         | Triple H bat Shawn Michaels                                                                         | Hell In A Cell match                                   | 47:26 |
| (c) désigne le catcheur ou l'équipe défendant son titre pendant le match. | |                                                        |       |